# Koichi Hirakida
Koichi Hirakida, född 7 maj 1938, död 23 september 1993, var en japansk simmare.
Hirakida blev olympisk bronsmedaljör på 4 x 100 meter medley vid sommarspelen 1960 i Rom.